# Campionats Internacionals de Pilota del 2008
L'edició del 2008 dels Campionats Internacionals de Pilota va ser el VI Mundial de Pilota (en castellà Campeonato del Mundo de Pelota a Mano), organitzada per la Confederació Internacional de Joc de Pilota, i es va celebrar a les ciutats equatorianes d'Ibarra, Otavalo, Atuntaqui i San Miguel de Bolívar (a la Província d'Imbabura), del 8 al 14 de novembre.
S'hi jugà a Frontó internacional, Joc internacional i Llargues, a més de la modalitat local, la Pilota equatoriana.
La Selecció Valenciana de Pilota s'hi presentà amb un pressupost de 50.000€ aportats per la Generalitat Valenciana (25.000 €), el Consell Valencià de l'Esport, la Diputació de València (10.000 €), i els Ajuntaments de Finestrat, Gandia i Polop. L'expedició oficial fou composta per 10 pilotaris, el seleccionador Pigat II, un preparador físic, dos tècnics i un directiu.

## Països participants
| - Amèrica: - Argentina - Bolívia - Colòmbia - Costa Rica - Equador - Mèxic - Panamà - Paraguai - Perú - Uruguai - Veneçuela - Xile |  | - Europa: - Bèlgica - Espanya (representada per la Selecció Valenciana) - França - Itàlia - Països Baixos |

## Frontó
Els països participants en Frontó internacional es divideixen en 4 grups:
- Grup 1: Bèlgica, Mèxic, Veneçuela, Xile.
- Grup 2: Colòmbia, Costa Rica, França, Sel. Valenciana.
- Grup 3: Argentina, Bolívia, Itàlia, Països Baixos, Perú.
- Grup 4: Equador, Panamà, Paraguai, Uruguai.

El campió de cada grup es classifica per a una lligueta quadrangular.

### Grup 1
| Data                          | Equip     | Equip     | Parcials | Resultat |
| ----------------------------- | --------- | --------- | -------- | -------- |
| Yacuncalle (Ibarra), 13/11/08 | Mèxic     | Bèlgica   |          |          |
| "                             | Veneçuela | Xile      |          |          |
| "                             | Mèxic     | Veneçuela |          |          |
| "                             | Bèlgica   | Xile      |          |          |
| "                             | Bèlgica   | Veneçuela |          |          |
| "                             | Mèxic     | Xile      |          |          |